# 欧洲海事史
欧洲海事史是指生活在歐亞大陸西北部地区的人类与海洋互动的歷史。米诺斯人已懂得航海，他們通過船隻將陶器運送至西西里岛販賣。根据历史学家修昔底德的说法，公元前1,900年。米诺斯国王指挥海軍征服爱琴海岛屿  。欧洲海域发生过多場大規模战役，例如發生在地中海的萨拉米斯战役、第一次世界大战期間的日德兰海战等。